# Wilcza Poręba
Wilcza Poręba (niem. Wolfshau) – dawna wieś, obecnie część miasta i dzielnica Karpacza, położona na wysokości 615–680 m n.p.m. na stożku napływowym w dolinie Łomniczki. Od centrum miasta oddziela ją góra Pohulanka.

## Historia
Teren znany już w średniowieczu, spenetrowany przez poszukiwaczy skarbów i złota, zasiedlony został dopiero w XVII wieku. W roku 1747 mieszkało tu 6 zagrodników; bardziej intensywne zaludnienie miało miejsce w XIX w., a pod jego koniec powstały tu pensjonaty i gospody, zwłaszcza po zbudowaniu linii kolejowej do Karpacza. Po II wojnie światowej, kiedy Wilcza Poręba znalazła się w Polsce, występujące tu rolnictwo upadło, a osada stała się dzielnicą wczasową. W latach 70. wybudowano duży hotel Novotel.  

## Szlaki turystyczne
- ze Schronisko PTTK „Nad Łomniczką” do Karpacza
- z Przełęczy Okraj na Kocioł Wielkiego Stawu
- z Karpacza na Sowią Przełęcz[3]